# Hettlingen
Hettlingen es una comuna suiza del cantón de Zúrich, situada en el distrito de Winterthur. Limita al noreste con la comuna de Dägerlen, al sureste con Seuzach, el sur con Winterthur, al suroeste con Neftenbach, y al noroeste con Henggart.